# Вільєль
Вільєль (ісп. Villel) — муніципалітет в Іспанії, у складі автономної спільноти Арагон, у провінції Теруель. Населення — 366 осіб (2010).
Муніципалітет розташований на відстані близько 210 км на схід від Мадрида, 14 км на південний захід від міста Теруель.
На території муніципалітету розташовані такі населені пункти: (дані про населення за 2010 рік)
- Ель-Кампо: 0 осіб
- Вільєль: 366 осіб

## Демографія
Динаміка населення (INE ):